# Xã Odessa, Quận Rice, Kansas
Xã Odessa (tiếng Anh: Odessa Township) là một xã thuộc quận Rice, tiểu bang Kansas, Hoa Kỳ. Năm 2010, dân số của xã này là 59 người.